# Paphawin Sirithongsopha
Paphawin Sirithongsopha (thailändisch ปภาวิน ศิริทองโสภา; * 14. November 1992 in Khon Kaen), auch als Bo bekannt, ist ein thailändischer Fußballspieler.

## Karriere
Paphawin Sirithongsopha stand bis Ende 2014 beim Phitsanulok FC unter Vertrag. Wo er vorher gespielt hat, ist unbekannt. Der Verein aus Phitsanulok spielte in der zweiten Liga, der Thai Premier League Division 1. Ende 2014 musste der Verein in die dritte Liga absteigen. Nach dem Abstieg verließ er Phitsanulok und schloss sich dem Zweitligisten Chiangmai FC aus Chiangmai an. Hier unterschrieb er einen Zweijahresvertrag. Nach Vertragsende wechselte er Anfang 2017 zum Erstligisten Suphanburi FC nach Suphanburi. 2019 nahm ihn der Zweitligaaufsteiger JL Chiangmai United FC unter Vertrag. Anfang 2020 wurde der Verein von JL Chiangmai United in Chiangmai United umbenannt. Im März 2021 feierte er mit Chiangmai die Vizemeisterschaft und den Aufstieg in die erste Liga. Nach einer Saison in der ersten Liga musste er mit Chiangmai nach der Saison 2021/22 wieder in die zweite Liga absteigen. Im Sommer 2023 nahm ihn der Erstligist Lamphun Warriors FC unter Vertrag. Nach einer Saison wurde sein Vertrag im Sommer 2024 nicht verlängert. Im Juni 2024 verpflichtet ihn sein ehemaliger Verein Chiangmai United.

## Erfolge
Chiangmai United FC
- Thailändischer Zweitligavizemeister: 2020/21  ▲